# Jan Hamerski (duchowny)
Jan Józef Hamerski (ur. 7 marca 1880 w Brusach, zm. 6 października 1939 w Tryszczynie) – polski ksiądz katolicki i działacz narodowy. Sługa Boży, męczennik za wiarę.

## Życiorys
Pochodził z wielodzietnej rodziny Wincentego i Barbary Cysewskiej. Jego ojciec nauczyciel i organista był działaczem narodowym. W wieku dwunastu lat został oddany na naukę do jedynej w tym czasie w Prusach Zachodnich polskiej szkoły jaką było Collegium Marianum w Pelplinie, gdzie działał w tajnej organizacji filomackiej „Mickiewicz”, wraz z późniejszym Sługą Bożym Konstantynem Krefftem. Naukę kontynuował w gimnazjum w Chojnicach, a następnie podjął studia filozoficzne i teologiczne w Wyższym Seminarium Duchownym w Pelplinie. Redagował tam tajną gazetkę. Święcenia kapłańskie przyjął 25 marca 1906 roku z rąk bp Augustyna Rosentretera.

## Duszpasterstwo
Działalność duszpasterską rozpoczął od pracy wikariusza w Człuchowie, a następnie służył w Lignowach i administrował parafią w Bzowie. 16 lutego 1916 roku został powołany na stanowisko proboszcza we Wtelnie. W swojej parafii założył Katolickie Stowarzyszenie Młodzieży Męskiej i Żeńskiej propagował Bractwo Trzeźwości, Bractwo Różańcowe i Apostolstwa Modlitwy. Bp. Stanisław Okoniewski mianował ks. Hamerskiego dziekanem fordońskim (1937).
Po wybuch II wojny światowej stał się jedną z ofiar prześladowań duchowieństwa. Już we wrześniu 1939 roku został aresztowany przez okupantów i postawiony przed plutonem egzekucyjnym. Nie został jednak rozstrzelany. Powtórnie zatrzymany 6 października i zatłuczony kolbami w lesie koło Tryszczyna.
Pochowany po wojnie na cmentarzu we Wtelnie k. Bydgoszczy. Jest jednym z 122 sług Bożych, drugiej grupy męczenników z okresu II wojny światowej, których proces beatyfikacyjny rozpoczął się 17 września 2003 roku.